# Friedrich Klose
Friedrich Klose (29 novembre 1862, Karlsruhe; † 24 décembre 1942, Ruvigliana (Lugano)) est un compositeur et pédagogue allemand.

## Biographie
Friedrich Klose est un élève de Vinzenz Lachner. Il a ensuite étudié à Vienne avec Anton Bruckner. De 1906 à 1907, il a enseigné au Conservatoire de Bâle et a été ensuite jusqu'en 1919 le successeur de Ludwig Thuille comme professeur de composition à l'Académie de Musique de Munich où entre autres, Max Butting, William Petersen (de) et Paul Ben-Haim ont été ses élèves. Par la suite, il a vécu jusqu'à sa mort en Suisse. En 1942, lui a été décerné par l'Université de Berne à l'occasion de son 80e anniversaire le titre de docteur honoris causa.
Après 1918, Klose a considéré son œuvre musicale comme terminée, n'a plus publié de compositions et s'est consacré à l'écriture de mémoires.

## Le langage musical
Friedrich Klose était principalement un compositeur de musique à programme dans la lignée de la Nouvelle école allemande (en). Il a été surtout influencé par Richard Wagner et Hector Berlioz, tandis que les influences de son maître Bruckner sont plutôt rares. Les œuvres de Klose sont caractérisées par un travail serré sur les thèmes en utilisant des techniques de transformation de ces thèmes et en employant une écriture contrapuntique dense d'où résultent des harmonies chromatiques enrichies. Son traitement orchestral est caractérisé par une grande richesse de timbres.
Il composait très lentement et prudemment. Le nombre des compositions de Klose est relativement réduit. Pour la plupart des genres musicaux qu'il a abordés, il a composé seulement une œuvre unique, mais toujours ambitieuse et importante.

## Œuvres

### Œuvres pour la scène
- Ilsebill. Das Märlein vom Fischer und seiner Frau, Dramatische Sinfonie (Musikdrama); Livret: Hugo Hoffmann (1902, création Karlsruhe 7 juin 1903)

### Œuvres chorales
- Asklepiadische Strophen pour chœur d'hommes (d'après Heinrich Leuthold, 1888)
- Messe en ré mineur pour soli, chœur, orchestre et orgue op. 6 (1889)
- Andante religioso op. 9 (nachkomponiertes Orchesterzwischenspiel zur Messe op. 6, 1894)
- Vidi Aquam pour soli, chœur, orchestre et orgue op. 10 (nachkomponiertes Vorspiel zur Messe op. 6, 1894)
- Ave Maria pour soprano et orchestre op. 11 (nachkomponiertes Zwischenspiel zur Messe op. 6, 1894)
- O salutaris hostia pour soprano, ténor et orchestre op. 12 (nachkomponiertes Offertorium zur Messe op. 6, 1894)
- Vier Gesänge für Männerchor (1905)
- Die Wallfahrt nach Kevlaar, ballade pour récitant, trois chœurs, orchestre et orgue (d'après Heinrich Heine, 1911)
- Ein Festgesang Neros pour ténor, chœur, orchestre et orgue (d'après Victor Hugo, 1912)
- Der Sonne-Geist, oratorio pour soli, chœur, orchestre et orgue (d'après Alfred Mombert, 1917)

### Lieder
- 14 Lieder für Singstimme und Klavier opp. 1–5 (1886/87)
- Verbunden, Liederzyklus für Mezzosopran und Klavier op. 8 (d'après Friedrich Rückert, 1888)
- Fünf Gesänge nach Giordano Bruno für Singstimme und Klavier (1918)

### Œuvres orchestrales
- Jeanne d'Arc, poème symphonique (avant 1881)
- Loreley, poème symphonique (avant 1881)
- Elfenreigen (1892)
- Festzug (1892)
- Das Leben ein Traum, poème symphonique avec récitant et chœur final pour voix de femmes (1896)

### Autres œuvres instrumentales
- Elegie für Violine oder Viola und Klavier op. 7 (1889)
- Präludium und Doppelfuge c-Moll über ein Thema von Anton Bruckner für Orgel mit Schlusschoral für Blechbläser (1907)
- Streichquartett Es-Dur Ein Tribut in vier Raten entrichtet an Seine Gestrengen den deutschen Schulmeister (1911)

### Écrits
- Meine Lehrjahre bei Bruckner. 1927.
- Bayreuth. Eindrücke und Erlebnisse. 1929.

## Source de la traduction
- (de) Cet article est partiellement ou en totalité issu de l’article de Wikipédia en allemand intitulé « Friedrich Klose » (voir la liste des auteurs).